# Veilchenlori
Der Veilchenlori (Glossoptilus goldiei, Syn. Psitteuteles goldiei ) ist eine kleine Papageienart aus der Gruppe der Loris, die im zentralen Hochland von Neuguinea vom Maokegebirge im Westen bis zum Owen-Stanley-Gebirge im Osten und auf der gebirgigen Huon-Halbinsel vorkommt.

## Merkmale
Der Veilchenlori erreicht eine Länge von 19 Zentimetern und ein Gewicht von 45 bis 61 Gramm. Er ist überwiegend grün gefärbt. Die Kopfoberseite ist rot, wobei diese Färbung bei den Weibchen weniger intensiv ist als bei den Männchen und noch nicht geschlechtsreife Exemplare eine grüne Kopfoberseite haben. Ein dunkles Band verläuft vom Schnabel bis in den Nacken. Die Region unterhalb der Augen ist bläulich. Der Rest des Kopfes ist tiefrosa mit dunklen Streifen. Eine dunkle Strichelung erstreckt sich auch über Brust und Bauch. Die Flügel und der untere Rücken sind dunkelgrün. Auf der Flügelunterseite befindet sich ein gelbes Band.

## Lebensraum und Lebensweise
Der Veilchenlori kommt in montanen Primärwäldern und vom Menschen beeinträchtigten Wäldern in mittleren Höhenlagen bis maximal 2800 Metern vor. Die Wälder werden vor allem von Scheinbuchen- und Steineibenbeständen geprägt. Er ernährt sich vor allem von Nektar aus den Blüten von Elaeocarpus, Poikilospermum, Eucalyptus, Grevillea und Dimorphanthera und wahrscheinlich auch von Blattläusen, die die Vögel auch in Kasuarinen finden. Im Zusammenhang mit der Blütezeiten verschiedener Bäume und Lianen unternehmen sie saisonale Wanderungen. Die Rufe des Veilchenloris sind nicht schrill und bestehen aus einem hochfrequentem, ansteigendem „tsleet“ und Tönen wie „tseet...tslew“. Veilchenloris vermehren sich im Herbst. Es werden in der Regel zwei Eier gelegt. Die Brutzeit bei in menschlicher Obhut gehaltenen Tieren lag bei 23 Tagen, die Nestlingszeit bei zwei Monaten.

## Systematik
Der Veilchenlori wurde 1882 durch den englischen Ornithologen Richard Bowdler Sharpe erstmals wissenschaftlich beschrieben. Lange Zeit wurde er aufgrund der Ähnlichkeit in der Gefiederfärbung zusammen mit dem Buntlori in der Gattung Psitteuteles oder in der Gattung der Keilschwanzloris (Trichoglossus) geführt. Molekulargenetische Untersuchungen zeigten jedoch, dass dies nicht der korrekten Verwandtschaft entsprach. 2020 wurde der Veilchenlori deshalb in die monotypische Gattung Glossoptilus gestellt, die bereits 1882 durch den englischen Ornithologen Richard Bowdler Sharpe eingeführt worden ist. Glossoptilus ist die Schwestergruppe einer Klade, die die Lorigattungen Glossopsitta, Saudareos und Trichoglossus umfasst. Es werden keine Unterarten unterschieden.

## Gefährdung
Die IUCN schätzt den Bestand des Veilchenloris als ungefährdet ein. Der Gesamtbestand ist allerdings unbekannt. Lokal ist der Vogel häufig, in einigen Gegenden jedoch selten, abhängig vom Nahrungsangebot.